# Кшак (Люблінське воєводство)
Кшак (пол. Krzak) — село в Польщі, у гміні Неліш Замойського повіту Люблінського воєводства.
Населення — 337 осіб (2011).
У 1975-1998 роках село належало до Замойського воєводства.

## Демографія
Демографічна структура станом на 31 березня 2011 року:
|          | Загалом | Допрацездатний вік | Працездатний вік | Постпрацездатний вік |
| -------- | ------- | ------------------ | ---------------- | -------------------- |
| Чоловіки | 167     | 33                 | 114              | 20                   |
| Жінки    | 170     | 27                 | 90               | 53                   |
| Разом    | 337     | 60                 | 204              | 73                   |